# 双洎河
双洎河，位于河南省中部，是贾鲁河右岸支流。古称洧水，因上游有洧、溱双源汇流，明代称之为“双洎河”。双洎河主源为洧河，发源于登封、巩义、新密三市交界的五指岭南侧，屈曲南流至登封市唐庄乡玉台村转向东，入新密市李湾水库，出库后东南流至新密市曲梁镇交流寨左汇溱河后始称“双洎河”，双洎河东南流经新郑市，长葛市北部，沿长葛市与尉氏县边界，进入鄢陵县，横穿鄢陵县北部后向东流入扶沟县，于扶沟县曹里乡摆渡口村北注入贾鲁河。全长153.9公里，流域面积1758平方公里。流域内多年平均年降水量689毫米，多年平均年径流量1.044亿立方米，主要支流有泽河、洪河、寺沟河、黄水河、莲河、杨家河、梨河、柳河、高路河、梅河等。

## 文化
春秋戰國時期，雙洎河即見諸文人之作品。亦有一些與之相關的民間傳說
日后的一些艺文作品也引用了有关雙洎河的典故，如古風歌手銀臨的歌曲《春箋》。